# Xplora1: Peter Gabriel’s Secret World
Xplora1: Peter Gabriel’s Secret World (oder einfach XPLORA1) ist ein musikalisches Computerspiel, das nach einer Idee von dem englischen Singer-Songwriter und Rock-Musiker Peter Gabriel entwickelt wurde.

## Zusammenfassung
Das Computerspiel sollte sein 1992 erschienenes Album Us bewerben. Der Erfolg von Xplora1 veranlasste Peter Gabriel, 1996 ein weiteres ähnliches interaktives Musikspiel mit dem Titel Peter Gabriel: Eve als zweites seiner Post-WOMAD-Projekte zu veröffentlichen. Das Spiel wurde 1993 zunächst für den Apple Macintosh mit Mac OS veröffentlicht, 1994 dann für Microsoft Windows und 1995 für CD-i von Philips und Sony, wobei das Projekt in Zusammenarbeit mit Brilliant Media unter Gabriels eigenem Label Real World Records fertiggestellt wurde.
Das Spiel wurde von Steve Nelson von Brilliant Media entwickelt und Peter Gabriel 1990 vorgestellt. Das Projekt wurde in den Büros von Brilliant Media in SoMa, San Francisco, CA, entwickelt. Das Design und die Codierung für die erste Version auf Mac OS CD-ROM wurden in HyperCard erstellt. Gefilmt wurde unter anderem bei WOMAD und vor Ort in den Real World Studios in Box, Wiltshire, UK. Für das Branding, das Marketing und den Vertrieb im Einzelhandel war Jane Lalonde von Brian Fargos Interplay Studios zuständig. Das Gameplay besteht aus einer Reihe von Unterspielen wie Schnitzeljagden, veränderbaren Mixes, Musik, einer geheimen Welt, Rätseln und weiteren Elementen. Im interaktiven Modus kann der Spieler Videointerviews mit Peter Gabriel ansehen und kurze Zusammenfassungen von einer Reihe von Musikern erkunden, mit denen Gabriel in der Vergangenheit aufgetreten ist. Wenn der Spieler Rätsel löst und Ziele erreicht, werden neue Bereiche der CD-ROM mit neuen Inhalten freigeschaltet, die der Spieler erforschen kann. Der CD-ROM liegen eine kleine Broschüre bei, in der die verschiedenen auf der CD-ROM angebotenen Inhalte und Aktivitäten sowie die Hinweise zum Navigieren zwischen und innerhalb dieser Bereiche kurz beschrieben werden. Außerdem wird ein größeres, farbiges Booklet mitgeliefert, das weitere Informationen über die Menschen, die Musik, die Prozesse und die Ursachen enthält, die auf der CD-ROM thematisiert werden.

## Rezeption
Computer Gaming World schrieb im März 1994, dass das Backstage-Material zwar interessant sei, aber „die Entdecker werden am meisten Spaß daran haben, ihre eigenen Peter Gabriel-Musikvideos zu remixen und sich an Jam-Sessions zu beteiligen. Multimedia ist ein viel missbrauchter Begriff, aber dieses schöne Werk verdient diesen Titel.“
Xplora1 erhielt 3 Auszeichnungen von der Academy of Interactive Arts & Sciences für:
- Bestes interaktives Produkt des Jahres 1994,
- Bestes Musical
- Beste Verwendung von Musik

Das Spiel verkaufte sich weltweit mehr als 100.000 Mal, davon mehr als 2.000 Mal in Australien.